# What Them Girls Like
«What Them Girls Like» является первым синглом Ludacris'а с его шестого альбома Theater of the Mind. Записан совместно с Крисом Брауном и Шоном Гарреттом.

## Выпуск
Песня была доступна на ITunes Store 7 августа 2008 года. Песня просочилась в Интернет 1 августа 2008 года.

## Музыкальное видео
Премьера состоялась на Yahoo! Music 11 сентября. Официальная премьера состоялась на BET, а затем появился на # 80 в Notarized: Top 100 Videos of 2008.

## Чарты
| Чарт (2008)                          | Позиция |
| ------------------------------------ | ------- |
| Australian Singles Chart             | 98      |
| U.S. Billboard Hot 100               | 33      |
| U.S. Billboard Hot R&B/Hip-Hop Songs | 17      |
| U.S. Billboard Hot Rap Tracks        | 8       |
| U.S. Billboard Pop 100               | 52      |